# Preusz Mór
Preusz Mór (Ungvár, 1883. február 14. – Németország, 1944. nyara) szakszervezeti titkár, politikus, gyárvezető, nyomdász, a Budapesti Munkástanács egyik vezetője.

## Élete
Édesanyja Neumann Róza volt. Ungváron tanulta ki a nyomdászmesterséget. Fiatalon bejárta Ausztriát és Németországot, majd 1905-ben hazatért, s Kassára került, hol a A Kassai Munkás című lap egyik alapítója, illetve a helyi szociáldemokrata mozgalom egyik vezetője lett. 1909-ben Budapesten a nyomdászszakszervezet lapjának, Typographia egyik szerkesztője (egészen 1920-ig), 1918 novemberétől 1919. március 21-ig pedig az Országos Munkásbiztosító Pénztár igazgatósági tagja, illetve a Budapesti Munkástanács egyik elnöke volt. A Magyarországi Tanácsköztársaság első heteiben a fővárost vezető direktórium tagja volt Vincze Sándor és Dienes László mellett, s 1919. április 14-én beszédet mondott a Margit-sziget "proletárkézbe" vételekor: 
Az új világban  minden dolgozó proletár megtalálja a számítását, több boldogságban, több életörömben lesz része, mint eddig volt, a proletárság a kunyhóktól eljut a palotákba!
Ám hamarosan csalódott az eszmében, s a kommunistákkal való konfliktusa miatt a városi népbiztosi tisztségéről nem sokkal ezután lemondott, és visszatért a Typographia szerkesztéséhez. Ugyanakkor a Szövetséges Központi Intéző Bizottság tagja volt, s Lung Gézával a Városi Alkalmazottak Országos Szövetségének vezetője lett. A kommün bukása után 1920 áprilisában Bécsbe emigrált. Távozása után ellene lázadás bűntette miatt nyomozólevelet bocsátottak ki. Később visszaköltözött szülővárosába, ahol egy dobozgyár tulajdonosa lett. 1939-ben Kárpátalja visszacsatolása után a tanácsköztársaság alatt betöltött szerepe miatt letartóztatták, s 1 év börtönbüntetésre ítélték. Bár már 1919-ben is felekezeten kívüli volt, 1944-ben mégis elhurcolták Ungvárról, s egy német koncentrációs táborba vitték, ahonnan nem tért vissza.

## Műve
- Két irány - egy cél (1917)[3]
- Nyomdász Évkönyv és Uti Kalauz az 1913. évre (Budapest, Magyarországi Könyvnyomdászok és Betűöntők Szakegyesülete, 1913)[4]
- A nagy fejedelem (cikk, Kassai Munkás, 1907)[5]